# Azeta
Azeta é um gênero de traça pertencente à família Arctiidae.